# Egguel·la
Eggella (rus: Эггелла) és un volcà en escut que es troba al centre de la península de Kamchatka, Rússia, a la Serralada Sredinni i s'eleva fins als 1.046 msnm. La darrera erupció va tenir lloc durant el Plistocè.